# Jacob Cooney
Jacob Elias Cooney (* 22. November 1981 in Fortuna, Kalifornien) ist ein US-amerikanischer Filmregisseur, Filmproduzent und Drehbuchautor.

## Leben
Cooney wurde am 22. November 1981 im kalifornischen Fortuna geboren. Nach einem Aufenthalt an der Humboldt State University im Jahr 1999, begann er 2000 mit seinem Studium an der California State University, Monterey Bay. 2004 erlangte er seinen Bachelor of Arts in Teledramatic Arts und Technology (Film). Ab 2020 besuchte er die Western Governors University, an der er 2023 seinen Masters in Elementary Education erhielt.
Sein Debüt als Regisseur und Produzent gab er 2004 mit dem Kurzfilm Small Town Life. Wiederkehrende Tätigkeiten als Drehbuchautor hatte er in mehreren Filmproduktionen des Filmstudios The Asylum, darunter in Apocalypse Pompeii, World of Tomorrow – Die Vernichtung hat begonnen, Flight World War II – Zurück im Zweiten Weltkrieg, 3-Headed Shark Attack, Air Speed – Fast and Ferocious, 5-Headed Shark Attack, Flug 666 und Titanic 666. 2014 trat er als Regisseur und Drehbuchautor im Film Alpha House in Erscheinung.

## Filmografie (Auswahl)

### Regie
- 2004: Small Town Life (Kurzfilm)
- 2006: Fierce Friend
- 2007: The Frolic (Kurzfilm)
- 2008: The War of Game (Kurzfilm)
- 2009: Rehab for Rejects (Fernsehfilm)
- 2012: Bedlam (Fernsehserie)
- 2012: Rocco (Kurzfilm)
- 2014: Alpha House
- 2017: Pitching Tents
- 2017: The Assault
- 2017: Blood Circus
- 2022: Drowning in Secrets (Fernsehfilm)
- 2022: Tales from the Other Side
- 2022: Junkyard Dogs
- 2022: Merry Ex-Mas

### Produktion
- 2004: Small Town Life (Kurzfilm)
- 2009: Rehab for Rejects (Fernsehfilm)
- 2012: Bedlam (Fernsehserie)
- 2012: Rocco (Kurzfilm)
- 2017: The Assault
- 2020: You Are My Home
- 2022: Damon’s Revenge
- 2022: Drowning in Secrets (Fernsehfilm)
- 2022: Santaman
- 2023: Alarmed
- 2023: Midnight Hustle
- 2023: Secrets at the Museum (Fernsehfilm)

### Drehbuch
- 2008: The War of Game (Kurzfilm)
- 2009: Rehab for Rejects (Fernsehfilm)
- 2012: Bedlam (Fernsehserie)
- 2012: Rocco (Kurzfilm)
- 2014: Apocalypse Pompeii
- 2014: Alpha House
- 2014: World of Tomorrow – Die Vernichtung hat begonnen (Age of Tomorrow)
- 2015: Flight World War II – Zurück im Zweiten Weltkrieg (Flight World War II)
- 2015: 3-Headed Shark Attack
- 2016: Isle of the Dead
- 2017: Air Speed – Fast and Ferocious (The Fast and the Fierce)
- 2017: The Assault
- 2017: 5-Headed Shark Attack (Fernsehfilm)
- 2018: Flug 666 (Flight 666)
- 2022: Drowning in Secrets (Fernsehfilm)
- 2022: Titanic 666
- 2022: Tales from the Other Side
- 2022: Junkyard Dogs
- 2022: Merry Ex-Mas
- 2022: Aisle Be Home for Christmas (Fernsehfilm)
- 2023: Love in Zion National – A National Park Romance (Fernsehfilm)
- 2023: Quid Games
- 2024: War of the Worlds – Extinction